# Stanislav Valla
Stanislav Valla (* 1. května 1931 Zlín) je český herec, v letech 1962 až 2020 člen souboru či inscipient Divadla pracujících, později Městského divadla Zlín.

## Život
V mládí byl členem divadelního kroužku (jeho blízkým kamarádem a souputníkem byl Jan Libíček), vyučil se strojním zámečníkem. Následně však vystudoval Divadelní fakultu Akademie múzických umění v Praze a v letech 1954 až 1962 strávil osm sezon ve Vesnickém divadle v Praze (pak bylo zrušeno).
Vrátil se tedy do Zlína (tehdy Gottwaldova) a stal se členem souboru Divadla pracujících (dnes Městské divadlo Zlín). Po dvou sezonách se přesunul z profese herce na profesi inscipienta. Občas se na jevišti objevil v menší roli. Později se stal ještě jevištním mistrem a inspektorem hlediště. Jako inscipient působil v divadle do roku 1988, na tři roky (do roku 1991) se pak stal opět členem hereckého souboru divadla. V 90. letech 20. století byl v důchodu, postupně se však začal na jeviště v menších rolích vracet, ve větší míře pak od roku 2011. V roce 2018 převzal Cenu ředitele Městského divadla Zlín. Na scéně se v menších rolích objevoval do roku 2020.
Co se týká filmové a televizní tvorby, tak se objevil ve filmech Díra u Hanušovic (2014) a Rodinný film (2015). Ztvárnil také role v seriálech Spadla z nebe (1978) a Safari (1986).